# 任美貞
任美貞（Shirley Yam）是一名香港專欄作家、記者、財經界人士，曾經擔任《香港經濟日報》前副總編輯、《南華早報》專欄作家，目前也擔任香港記者協會執行委員會。2017年7月發表一篇有關栗戰書女兒栗潛心的文章後，遭《南早》以不符合準則為由抽起，任美貞亦隨即停筆放長假，並且在一個月後正式告別報章。然而大半年後宣佈復出，主持《香港電台》財經節目講錢。講呢啲。
畢業於香港大學，及後從倫敦政治經濟學院取得國際關係碩士。
她很喜歡吃liquorice chocolate twists.(rj's brand)